# ナビトラ
ナビトラ(Navitra)とはKenwood社（現:JVCケンウッド）の商標でナビゲーションとトランシーバーの合成語である。
アマチュア無線のパケット通信を使用し、GPSからの情報を元にアマチュア局を地図上でトラッキングすることができる。
尚、海外では類似する規格でAPRSというのがあるがこれはそのままでは互換性を持たない。$PNTSセンテンスが使われる事で1ビーコンでのパケット長がAPRSと比べ大きくなる点が示唆されているが、APRSでは対応出来ない日本語(カタカナ）の送受信が出来る事は英語が苦手な日本ユーザに好評。
| メーカー名     | 機種名   | 備考                                                    | 状況     |
| -------------- | -------- | ------------------------------------------------------- | -------- |
| KENWOOD        | TM-D710G | 別途GPS用意必要。APRSも運用可能                         | 現行機種 |
| KENWOOD        | TM-D710  | 別途GPS用意必要。APRSも運用可能                         | 製造終了 |
| KENWOOD        | RC-D710  | 他既存無線機へ接続するパネルのみのモデル。              | 製造終了 |
| KENWOOD        | TM-D700  | 日本モデルはナビトラ。海外モデルはAPRS。                | 製造終了 |
| KENWOOD        | TH-D7    | 日本モデルはナビトラ。海外モデルはAPRS。                | 製造終了 |
| KENWOOD        | TH-D72   | ナビトラ・APRS 両方対応。GPS内蔵。                      | 製造終了 |
| KENWOOD        | TH-D74   | ナビトラ・APRS両方対応。カラー液晶。GPS内蔵。D-STAR搭載 | 製造終了 |
| VertexStandard | C5750    |                                                         | 製造終了 |
| ALINCO         | DR-620   | TNCユニット（EJ-50U）が必要                             | 製造終了 |
| ALINCO         | DR-435   | TNCユニット（EJ-41U）が必要                             | 製造終了 |
| ALINCO         | DR-420   | TNCユニット（EJ-41U）が必要                             | 製造終了 |